# 315
| 315                |
| ------------------ |
| Dødsfald - Fødsler |
|                    |

| Gregoriansk kalender | 315 CCCXV               |
| Ab urbe condita      | 1068                    |
| Armensk kalender     | I/T                     |
| Kinesiske kalender   | 3011 – 3012 甲戌 – 乙亥 |
| Etiopisk kalender    | 307 – 308               |
| Jødisk kalender      | 4075 – 4076             |
| Hindukalendere       |                         |
| - Vikram Samvat      | 370 – 371               |
| - Shaka Samvat       | 237 – 238               |
| - Kali Yuga          | 3416 – 3417             |
| Iransk kalender      | 307 BP – 306 BP         |
| Islamisk kalender    | 317 BH – 316 BH         |

## Begivenheder
- Kejser Konstantin den Store har konsolideret sin magt. Konstantinbuen bliver indviet.

- Kristendomen lovliggøres i Rom

## Dødsfald
- 31. januar - Pave Sylvester 1.